# Welwitsch-Fledermaus
Die Welwitsch-Fledermaus (Myotis welwitschii) ist eine Fledermausart aus der Familie der Glattnasen (Vespertilionidae), welche in Afrika beheimatet ist.
Die Art ist nach dem Botaniker Friedrich Welwitsch benannt.

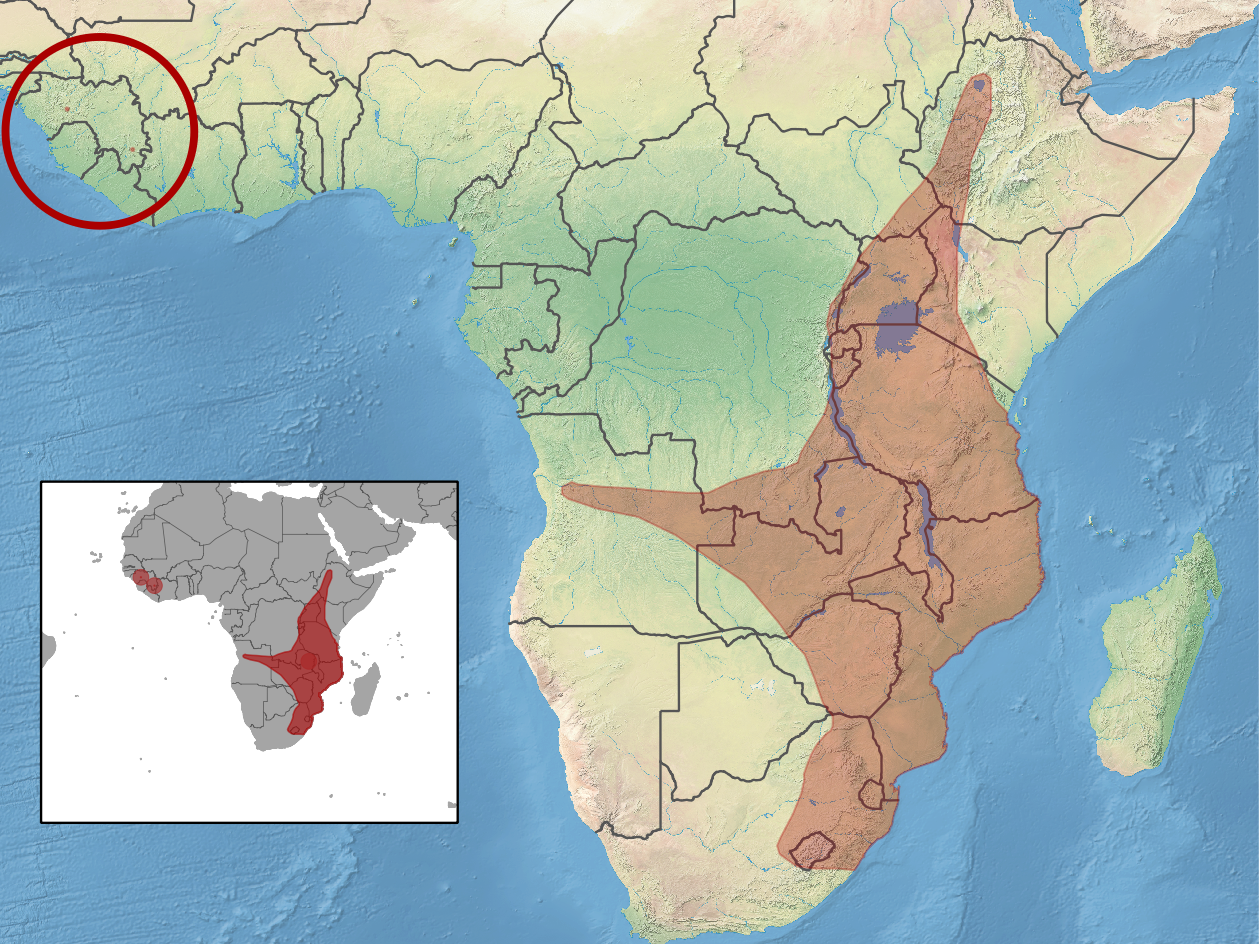
Verbreitung der Welwitsch-Fledermaus

## Beschreibung
Die Welwitsch-Fledermaus ist mit einer Unterarmlänge von 52 bis 58 mm größer als die ebenfalls in dem Gebiet vorkommenden Mausohren Myotis bocagei (Unterarmlänge ca. 50 mm) und M. tricolor (Unterarmlänge ca. 40 mm). Ihre Gesamtlänge beträgt 105–127 mm bei einem Gewicht von durchschnittlich 14,3 g. Zudem kann sie von allen anderen Fledermausarten durch das rot-orange Muster auf den ansonsten schwarzen Flügeln unterschieden werden. Myotis formosus besitzt zwar eine ähnliche Zeichnung, kommt jedoch nur von Afghanistan bis Indien, China und Japan vor. Das Gesicht ist pink, die Ohren kupferrot und groß. Der Tragus ist lang und lanzenförmig und ragt bis etwa zur Mitte des Ohres. Die Haare auf dem Rücken sind dreifarbig mit einer schwarzen Basis, einem dunkelbraunen Mittelteil und einer rostbraunen Spitze. Die Haare am Bauch sind zweifarbig mit einer braunen Basis und einer weißen Spitze, was den Bauch alles in allem heller erscheinen lässt als den Rücken. Die Flughaut der Flügel ist schwarz mit einer orange-braunen Zeichnung entlang der Arme und Finger. Die Schwanzflughaut ist ebenfalls orange-braun und mit unregelmäßigen schwarzen Flecken durchzogen. Der Calcar ist lang und reicht bis zu zwei Dritteln in die Schwanzflughaut hinein.

## Lebensweise
Die Welwitsch-Fledermaus bewohnt in Afrika Savannen und Gegenden mit Baumbeständen. Bisher wurden nur wenige Individuen dieser Art gefangen, weswegen noch relativ wenig über die Lebensweise bekannt ist. Man geht davon aus, dass sie einzelgängerisch sind und sich von Insekten ernähren. Tagsüber findet man Welwitsch-Fledermäuse in Gebäuden, in Büschen und Bäumen sowie in Höhlen. Durch die relativ breiten Flügel ist die Welwitsch-Fledermaus ein langsamer Flieger.

## Verbreitung und Lebensraum
Die Welwitsch-Fledermaus kommt von Äthiopien bis Südafrika vor. Zudem gibt es zwei Einzelnachweise in Guinea. Ihr Bestand wird von der IUCN dank des weiten Verbreitungsgebiets als ungefährdet eingestuft.